# Liste de points extrêmes de la Lituanie

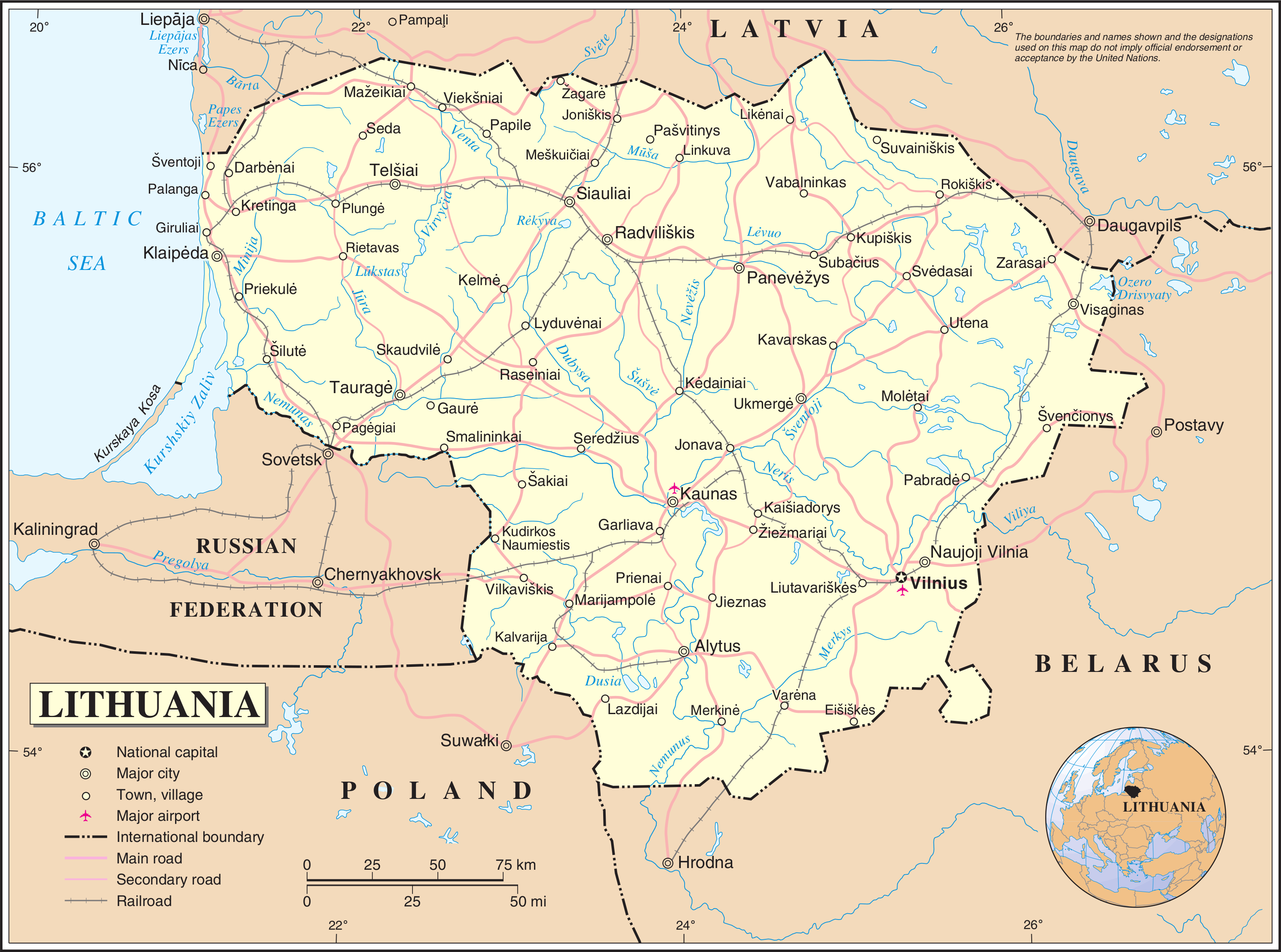
Carte de la Lituanie

Voici une liste de points extrêmes de la Lituanie.

## Latitude et longitude
- Nord : Totorkalnis, Apskritis de Panevėžys (56° 27′ 01″ N, 24° 53′ 01″ E)
- Sud : Municipalité du district de Varėna, Apskritis d'Alytus (53° 53′ 50″ N, 24° 21′ 08″ E)
- Ouest : Nida , Apskritis de Klaipėda (55° 16′ 52″ N, 20° 57′ 17″ E)
- Est : Vosiūnai, Apskritis d'Utena (55° 17′ 08″ N, 26° 50′ 05″ E)

## Altitude
- Maximale : Aukštojas, 294 m (54° 31′ 38″ N, 25° 37′ 34″ E)
- Minimale : mer Baltique, 0 m